# Brygada Huzarów Gabriela Geringera
Brygada Huzarów Gabriela Geringera – jedna z dwupułkowych brygad w strukturze organizacyjnej wojska austriackiego w czasie wojny polsko-austriackiej w 1809.
Jej dowódcą był gen. Gabriel Geringer von Ödenberg (1758–1825). Wchodziła w skład Dywizji Kawalerii Karla Augusta von Schaurotha.

## Skład w 1809
- 11 Pułk Huzarów Szeklerów (8 szwadronów)
- 12 Pułk Huzarów Palatyńskich (8 szwadronów)